# Eisner Award para Best Serialized Story
O Eisner Award para Best Serialized Story (em português, Melhor História Serializada ou Melhor Arco de história) é uma das categorias do Will Eisner Comic Industry Award, popularmente conhecido como Eisner Awards. A cerimônia foi estabelecida em 1988 e desde então é realizada durante a convenção "Comic-Con", que ocorre anualmente em San Diego, Califórnia.
A categoria foi incluída na premiação entre 1993 e 2006, e o primeiro prêmio foi atribuído à From Hell, uma história produzida por Alan Moore e Eddie Campbell e publicada originalmente em capítulos na revista Taboo. Desde então, 11 séries foram premiadas pela organização, sendo a mais bem-sucedida Fables, vencedora por três histórias diferentes, em 2003, 2005 e 2006.

## Histórico
Entre 1985 e 1987, a editora Fantagraphics Books promoveu o Kirby Awards, uma premiação dedicada à indústria dos quadrinhos e com os vencedores recebendo seus prêmios sempre com a presença do artista Jack Kirby. As edições do Kirby Awards eram organizadas por Dave Olbrich, um funcionário da editora. Em 1987, com a saída de Olbrich, a Fangraphics decidiu encerrar o Kirby Awards e instituiu o Harvey Awards, cujo nome é uma homenagem à Harvey Kurtzman. Olbrich, por sua vez, fundou no mesmo ano o "Will Eisner Comic Industry Award".
Em 1988, a primeira edição do prêmio foi realizada, no mesmo modelo até hoje adotado: Um grupo de cinco membros reune-se, discute os trabalhos realizados no ano anterior, e estabelece as indicações para cada uma das categorias, que são então votadas por determinado número de profissionais dos quadrinhos e os ganhadores são anunciados durante a edição daquele ano da San Diego Comic-Con International, uma convenção de quadrinhos realizada em San Diego, Califórnia. Por dois anos o próprio Olbrich organizou a premiação até que, ao ver-se incapaz de reunir os fundos necessários para realizar a edição de 1990 - que acabou não ocorrendo - ele decidiu transferir a responsabilidade para a própria Comic-Con, que desde 1990 emprega Jackie Estrada para organizá-lo. A premiação costumeiramente ocorre às quintas-feiras à noite, durante a convenção, sendo sucedida na sexta-feira pelos Inkpot Awards.
Em 1991, a categoria "Best Single Issue" foi renomeada para "Best Single Issue or Story" e, por duas edições, contemplou também histórias serializadas. Em 1993, as duas categorias foram separadas em "Best Single Issue (Self-Contained Story)" e "Best Serialized Story".

## Vencedores
| Ano  | Obra                                 | Publicação original                  | Roteiro                | Arte                                      | Editora                      | Indicados | Nota         |
| ---- | ------------------------------------ | ------------------------------------ | ---------------------- | ----------------------------------------- | ---------------------------- | --- | ------------ |

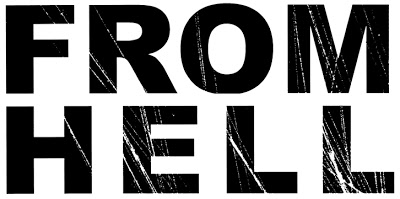
Logotipo da série From Hell.

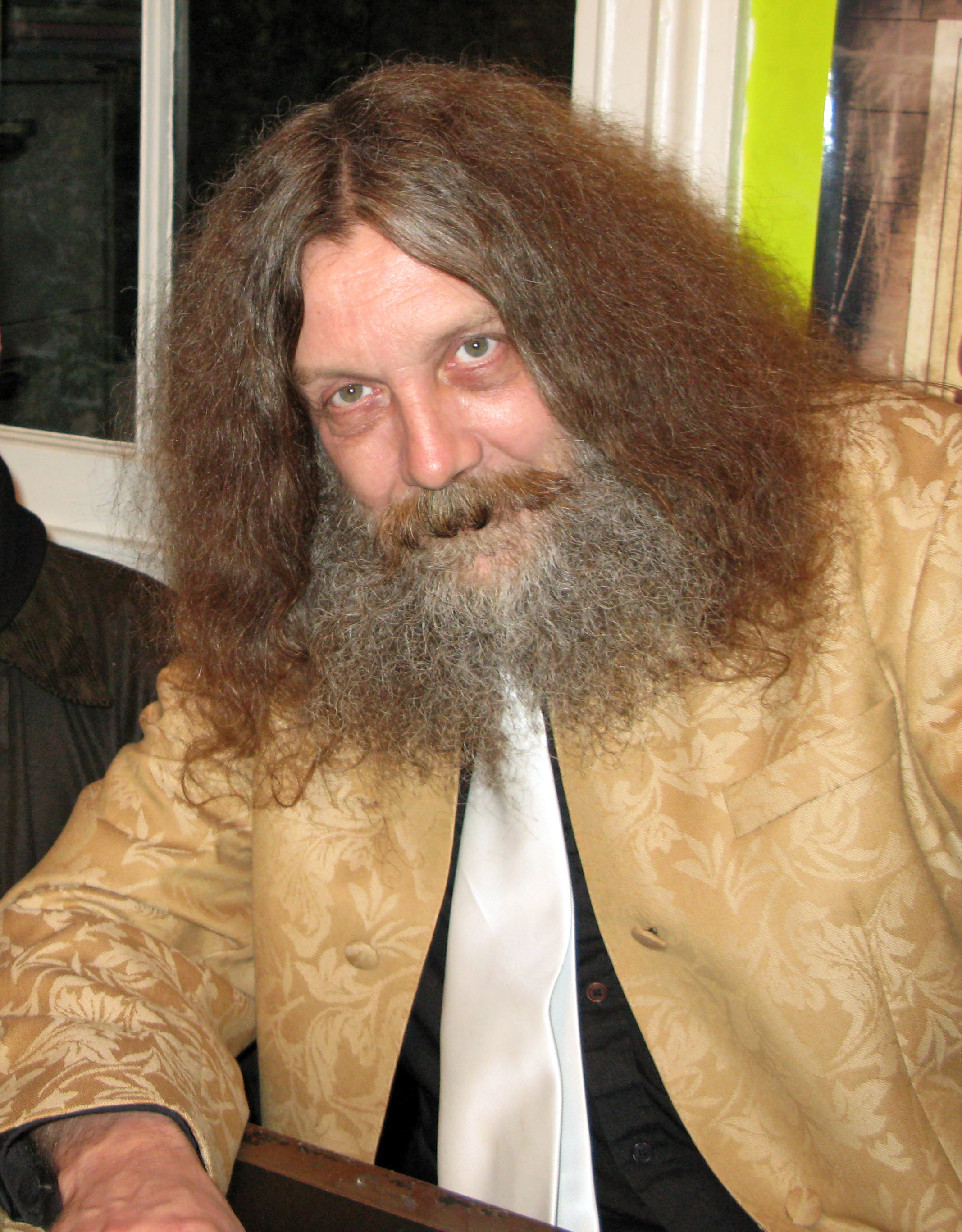
Alan Moore, autor, ao lado do artista Eddie Campbell, de From Hell, a primeira história a vencer a categoria, em 1993.

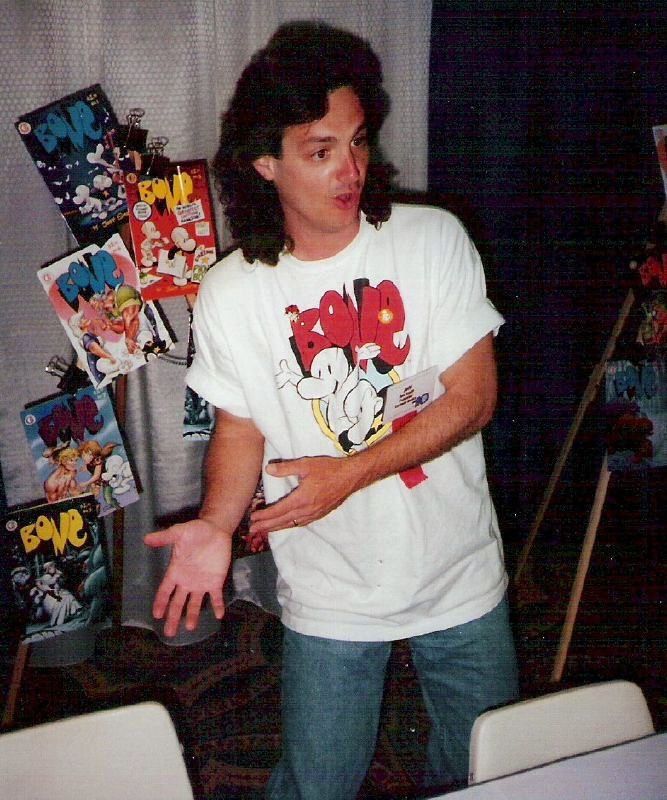
Jeff Smith ao lado de vários exemplares da série Bone, vencedora em 1994.

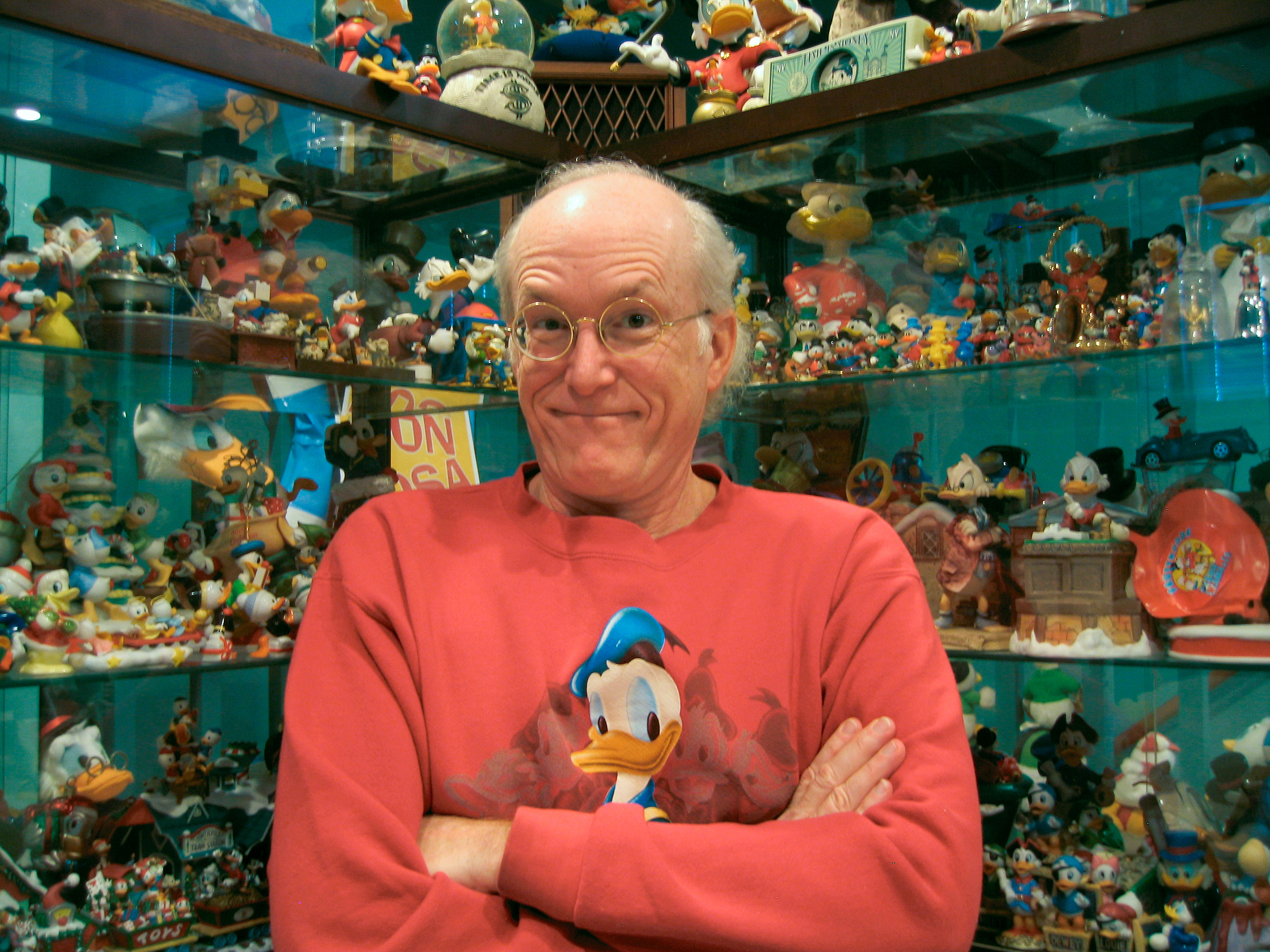
Don Rosa, autor de The Life and Times of Scrooge McDuck, história vencedora em 1995.

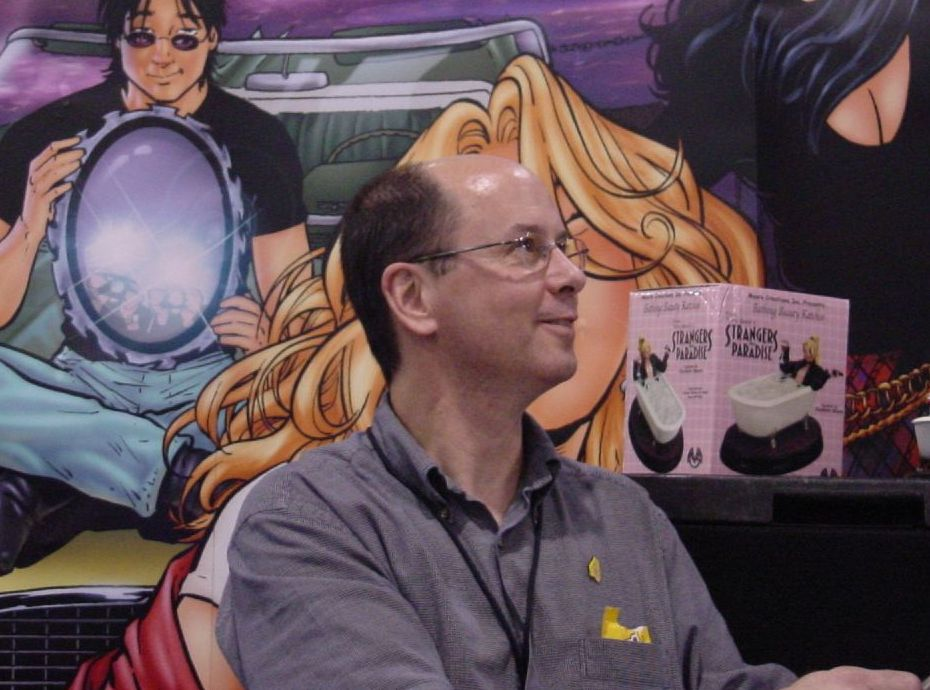
Terry Moore à frente de um quadro destacando sua série, Strangers in Paradise, vencedora em 1996.

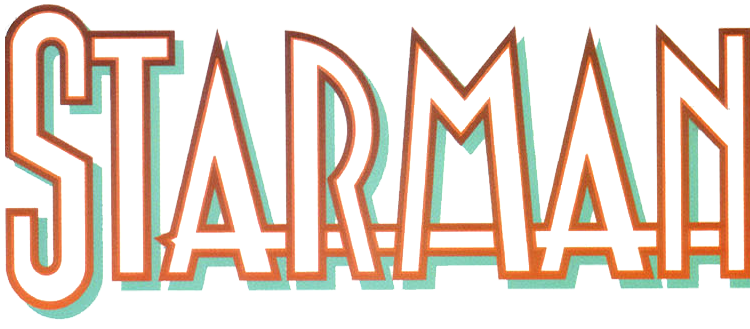
Logotipo da série Starman. Tony Harris foi o responsável pela arte em Sand and Stars, história escrita por James Robinson, vencedora em 1997. Sins of the Father, publicada na mesma revista e também produzida pela dupla, havia sido indicada em 1995. Enquanto Robinson não teria outras obras suas indicadas, Harris, ao lado de Brian K. Vaughan, teria duas histórias suas na série Ex Machina indicadas em 2005 e 2006.

Capa do volume encadernado de Confession. Arte por Alex Ross.

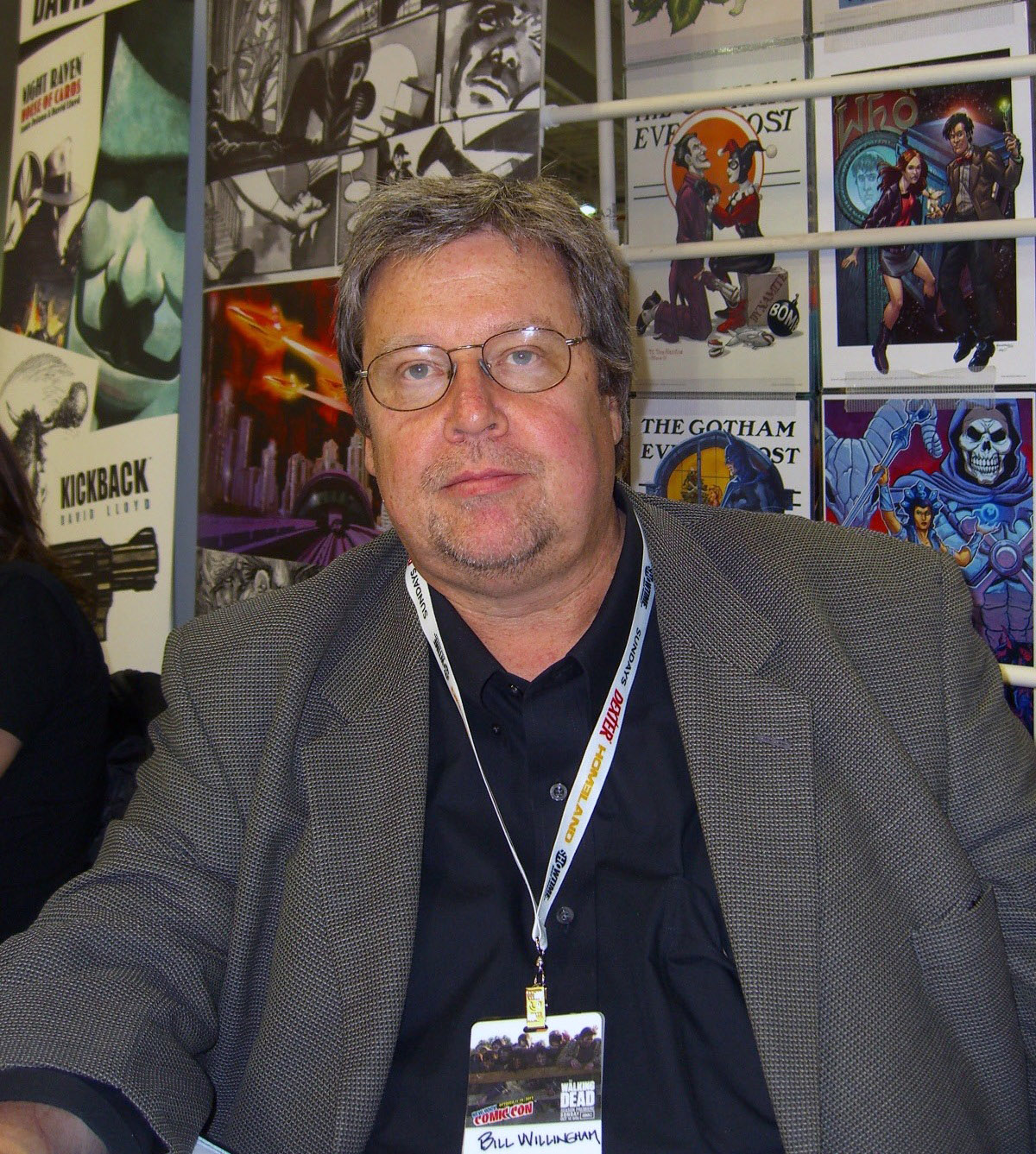
Bill Willingham, autor de Legends in Exile, March of the Wooden Soldiers e Return to the Homelands, histórias da série Fables que venceram a categoria em 2003, 2005 e 2006, respectivamente.

Capa de Legends in Exile. Arte por James Jean.

Capa de Half a Life. Arte por Michael Lark.

| 1993 | From Hell                            | Taboo                                | Alan Moore             | Eddie Campbell                            | SpiderBaby Graphix/Tundra    | - Mothers and Daughters, por Dave Sim e Gerhard. Publicação original: Cerebus #154-#165 (Aardvark-Vanaheim) - Follow That Dream, por Peter Bagge. Publicação original: Hate #8-#9 (Fantagraphics) - Guys and Dolls por Garth Ennis e William Simpson. Publicação original: Hellblazer #59-#60 (DC) - Faces, por Matt Wagner. Publicação original: Legends of the Dark Knight #28-#30 (DC) - A Game of You, por Neil Gaiman, Shawn McManus e Colleen Doran. Publicação original: Sandman #32-#37 (DC) - Brief Lives, por Neil Gaiman e Jill Thompson. Publicação original: Sandman #41 (DC) - Sin City, por Frank Miller. Publicação original: Dark Horse Presents #58-#62 (Dark Horse) | [ 9 ]        |
| 1994 | The Great Cow Race                   | Bone #8-10                           | Jeff Smith             | Jeff Smith                                | Cartoon Books                | - Abortion Trilogy, por Roberta Gregory. Publicação original: Naughty Bits #6-8 (Fantagraphics) - Reign of the Supermen, por vários autores (DC) - World's End, por Neil Gaiman. Publicação original: Sandman #51-56 (DC/Vertigo) - King of the Vampires, por Garth Ennis e Steve Dillon. Publicação original: Hellblazer #67-69 (DC/Vertigo) | [ 10 ]       |
| 1995 | The Life and Times of Scrooge McDuck | Uncle Scrooge #285-296               | Don Rosa               | Don Rosa                                  | Gladstone                    | - Grendel Tales: Devils and Deaths, por Darko Macan e Edvin Biukovic (Dark Horse) - Hellboy: Wolves of St. August, por Mike Mignola. Publicação original: Dark Horse Presents #88-91 (Dark Horse) - It's A Good Life If You Don't Weaken, por Seth. Publicação original: Palooka-ville #4-8 (Drawn & Quarterly) - Sacrifices, por John Ney Rieber e Peter Gross. Publicação original: Books of Magic #6-8 (DC/Vertigo) - Sins of the Father, por James Robinson e Tony Harris. Publicação original: Starman #0-3 (DC) | [ 11 ]       |
| 1996 | Strangers in Paradise #1-8           | Strangers in Paradise #1-8           | Terry Moore            | Terry Moore                               | Abstract Studios             | - The Chuckling Whatsit, por Richard Sala. Publicação original: Zero Zero #2-7 (Fantagraphics) - Naked City, por Garth Ennis e Steve Dillon. Publicação original: Preacher #5-7 (DC/Vertigo) - Palestine: In the Gaza Strip, por Joe Sacco. Publicação original: Palestine #6-9 (Fantagraphics) - The Wake, por Neil Gaiman e Michael Zulli. Publicação original: Sandman #70-72 (DC/Vertigo) | [ 12 ]       |
| 1997 | Sand and Stars                       | Starman #20-23                       | James Robinson         | Tony Harris Guy Davis Wade von Grawbadger | DC                           | - Man Without a Country, por Mark Waid, Ron Garney e Scott Koblish. Publicação original: Captain America #450-453 (Marvel) - Everyday Life e Adventures in Other Worlds, por Kurt Busiek, Brent Anderson e Will Blyberg. Publicação original: Kurt Busiek's Astro City, vol. 2 #2-3 (Jukebox Productions/Homage) - It's a Good Life, por Terry Moore. Publicação original: Strangers in Paradise #10-13 (Abstract Studios/Homage) - Noodles, por Stan Sakai. Publicação original: Usagi Yojimbo #1-2 (Dark Horse) - The Universal Solvent, por Don Rosa. Publicação original: Walt Disney's Comics & Stories #604-606 (Gladstone)                                                      | [ 13 ]       |
| 1998 | Confession                           | Kurt Busiek's Astro City vol. 2 #4-9 | Kurt Busiek            | Brent Anderson Will Blyberg               | Jukebox Productions / Homage | - Jimmy Corrigan, por Chris Ware. Publicação original: The Acme Novelty Library #6-9 (Fantagraphics) - The Wrath of Alia Rellapor, por Mark Crilley. Publicação original: Akiko #10-18(Sirius) - Les Enfants Du Sang, por Garth Ennis e Steve Dillon. Publicação original: Preacher #30-33 (DC/Vertigo) - The Kid from Planet Earth, por C. Scott Morse. Publicação original: Soulwind #1-4(Image) - The War Within, por Scott McCloud, Rick Burchett e Terry Austin. Publicação original: Superman Adventures #11-12: "(DC) | [ 14 ]       |
| 1999 | Grasscutter                          | Usagi Yojimbo #13-22                 | Stan Sakai             | Stan Sakai                                | Dark Horse                   | - Road Trip, por Judd Winick. Publicação original: Oni Double Feature #9-10 (Oni Press) - The Hero, por Steven Seagle e Guy Davis. Publicação original: Sandman Mystery Theatre #69-70 (DC/Vertigo) - Bleed, por Warren Ellis, Bryan Hitch e Paul Neary. Publicação original: StormWatch #7-9 (WildStorm/Image) - Freeze Me with Your Kiss, por Warren Ellis, Darick Robertson e Rodney Ramos. Publicação original: Transmetropolitan #10-12 (DC/Vertigo) | [ 15 ]       |
| 2000 | Tom Strong #4-7                      | Tom Strong #4-7                      | Alan Moore             | Chris Sprouse e vários artistas           | America's Best Comics        | - David Boring, por Dan Clowes. Publicação original: Eightball #19-21 (Fantagraphics) - Reflection in a Glass Scorpion, por Richard Sala. Publicação original: Evil Eye #1-4 (Fantagraphics) - 100 Bullets, por Brian Azzarello e Eduardo Risso. Publicação original: 100 Bullets #1-3 (DC/Vertigo) - The Courtesan, por Stan Sakai. Publicação original: Usagi Yojimbo #28-29 (Dark Horse/Maverick) | [ 16 ]       |
| 2001 | Hang Up on the Hang Low              | 100 Bullets #15-18                   | Brian Azzarello        | Eduardo Risso                             | Vertigo/DC                   | - The Nativity, por Mark Millar, Frank Quitely e Trevor Scott. Publicação original: The Authority #13-16 (Wildstorm/DC) - The House of Windowless Rooms, por Mike Carey, Peter Gross e Ryan Kelly. Publicação original: Lucifer #5-8 (Vertigo/DC) - Alamo, por Garth Ennis e Steve Dillon. Publicação original: Preacher #59-66 (Vertigo/DC) - The Battle of Kar Dathra's Gate, por Christian Gossett e Team Red Star. Publicação original: The Red Star #1-4 (Image) | [ 17 ]       |
| 2002 | Coming Home                          | Amazing Spider-Man #30-35            | J. Michael Straczynski | John Romita Jr. Scott Hanna               | Marvel                       | - Highwater, por Brian Azzarello e Marcelo Frusin. Publicação original: Hellblazer #164-167 (DC/Vertigo) - Talisman, por Carla Speed McNeil. Publicação original: Finder #19-21 (Lightspeed) - E is for Extinction, por Grant Morrison, Frank Quitely, Ethan Van Sciver e Tim Townsend. Publicação original: New X-Men #114-117 (Marvel) - Operation: Broken Ground, por Greg Rucka e Steve Rolston. Publicação original: Queen and Country #1-4 (Oni) | [ 18 ]       |
| 2003 | Legends in Exile                     | Fables #1-5                          | Bill Willingham        | Lan Medina Steve Leialoha                 | DC/Vertigo                   | - Out, por Brian Michael Bendis e Alex Maleev. Publicação original: Daredevil #32-37 (Marvel) - Dream Sequence, por Carla Speed McNeil. Publicação original: Finder #25-29(Lightspeed Press) - Return of the Monster, por Bruce Jones, John Romita, Jr. e Tom Palmer. Publicação original: Incredible Hulk #34-39 (Marvel) - Operation: Crystal Ball, por Greg Rucka e Leandro Fernandez. Publicação original: Queen & Country #8-12 (Oni) | [ 19 ]       |
| 2004 | Half a Life                          | Gotham Central #6-10                 | Greg Rucka             | Michael Lark                              | DC                           | - The Secret Origin of Jessica Jones e Purple, por Brian Michael Bendis e Michael Gaydos. Publicação original: Alias #22-28 (Marvel) - Hardcore, por Brian Michael Bendis e Alex Maleev. Publicação original: Daredevil #46-50 (Marvel) - Mother Come Home, por Paul Hornschemeier. Publicação original: Forlorn Funnies #3-5 (Absence of Ink) - Operation: Blackwall, por Greg Rucka e Jason Alexander. Publicação original: Queen and Country #13-15 (Oni) | [ 20 ]       |
| 2005 | March of the Wooden Soldiers         | Fables #19-27                        | Bill Willingham        | Mark Buckingham Steve Leialoha            | Vertigo/DC                   | - Gifted, por Joss Whedon e John Cassaday. Publicação original: Astonishing X-Men #1-6 (Marvel) - State of Emergency, por Brian K. Vaughan, Tony Harris e Tom Feister. Publicação original: Ex Machina #2-5 (WildStorm/DC) - Mystery in Space e Rendezvous, por Warren Ellis e John Cassaday. Publicação original: Planetary #19-20 (WildStorm/DC) - Safeword, por Brian K. Vaughan, Pia Guerra e José Marzan Jr.. Publicação original: Y: The Last Man #18-20 (Vertigo/DC) | [ 21 ]       |
| 2006 | Return to the Homelands              | Fables #36-38, 40-41                 | Bill Willingham        | Mark Buckingham Steve Leialoha            | Vertigo/DC                   | - Made in England, por Warren Ellis e J. H. Williams III. Publicação original: Desolation Jones #1-5 (WildStorm/DC) - Fact v. Fiction, por Brian K. Vaughan, Tony Harris e Tom Feister. Publicação original: Ex Machina #12–14 (WildStorm/DC) - Paper Dolls, por Brian K. Vaughan, Pia Guerra, Goran Sudzuka e Jose Marzan Jr. Publicação original: Y: The Last Man #37-39 (Vertigo/DC) | [ 1 ] [ 22 ] |